# Uscia mexicana
Uscia mexicana är en mossdjursart som beskrevs av Banta 1969. Uscia mexicana ingår i släktet Uscia och familjen Watersiporidae. Inga underarter finns listade i Catalogue of Life.